# St. Francis County
St. Francis County is een county in de Amerikaanse staat Arkansas.
De county heeft een landoppervlakte van 1.642 km² en telt 29.329 inwoners (volkstelling 2000). De hoofdplaats is Forrest City.